# John Luther Adams

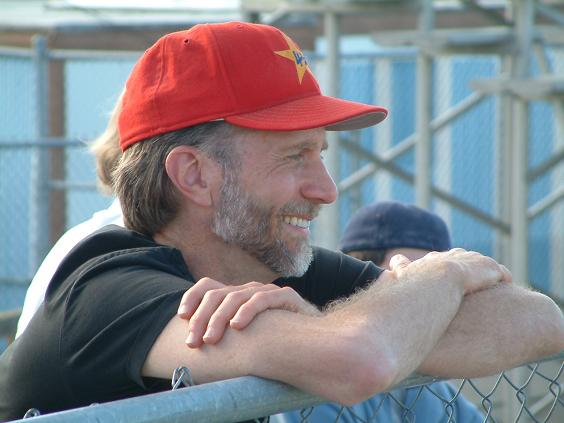
John Luther Adams, 2014

John Luther Adams (* 23. Januar 1953 in Meridian, Mississippi) ist ein US-amerikanischer Komponist.

## Leben
Adams besuchte in den frühen 1970er Jahren das Cal Arts College in Kalifornien und studierte bei James Tenney und Leonard Stein. Er wurde dort auf Komponisten wie Lois V. Vierk und Peter Garland aufmerksam.
Nach seinem Abschluss arbeitete Adams in Umweltschutzorganisationen. Dadurch kam er 1975 nach Alaska, wo er seit 1978 seinen Lebensmittelpunkt hat. 2001 erhielt er einen Heinz Award für seinen Einsatz im Umweltschutz.
2022 wurde Adams in die American Academy of Arts and Letters gewählt.

## Musik
Seine Musik gilt als von den Landschaften Alaskas geprägt. Wie viele Komponisten seiner Generation fand er auf Umwegen zur klassischen Musik. Seine musikalische Karriere begann als Schlagzeuger in einer Rockband. Er lernte dann die Musik Frank Zappas kennen. Durch dessen Musik entdeckte er Edgar Varèse und John Cage. Zu seiner Berufung als Komponist fand er, als er Morton Feldman zum ersten Mal hörte.
Die CD Clouds of Forgetting, Clouds of Unknowing (1997) war bei den Grammy Awards 1999 nominiert in den Kategorien Beste zeitgenössische klassische Komposition und Beste Orchesterdarbietung.
Mit seinem Stück Become Ocean hat er den Pulitzer Price for Music 2014 und den Grammy 2015 für die beste Klassik-Komposition gewonnen.

## Kompositionen (Auswahl)
- Green Corn Dance (1974) für Percussionensemble
- Night Peace (1976) für antiphonale Chöre, Sopransolo, Harfe und Schlagzeug
- songbirdsongs (1974–80) für zwei Piccoloflöten und drei Schlagzeuger
- Strange Birds Passing (1983) für Flötenchor
- The Far Country of Sleep (1988) für Orchester
- Dream in White on White (1992) für Orchester
- Earth and the Great Weather (1990–93) für Theater
- Five Yup'ik Dances (1991–94) für Harfe
- Crow and Weasel (1993–94) (Geschichte von Barry Lopez) für Theater
- Sauyatugvik: The Time of Drumming (1995) für Orchester
- Clouds of Forgetting, Clouds of Unknowing (1991–95) für Orchester
- Five Athabascan Dances (1992/96) für Harfe und Percussion
- Strange and Sacred Noise (1991–97) für vier Schlagzeuger
- Make Prayers to the Raven (1996/98) Flöte, Violine, Harfe, Cello und Schlagzeug
- In the White Silence (1998) für Orchester
- Qilyaun (1998) für vier Basstrommeln
- Time Undisturbed (1999) für 3 Shakuhachis, 3 Kotos und Shō
- In a Treeless Place, Only Snow (1999) für Celesta, Harfe, zwei Vibraphone und Streichquartett
- The Light That Fills the World (1999–2000) für Orchester
- Among Red Mountains (2001) für Klavier
- The Farthest Place (2001) für Geige, Vibraphon, Marimbaphon, Klavier und 5-saitigen Kontrabass
- After the Light (2001) für Altflöte, Vibraphon und Harfe
- Dark Wind (2001) für Bassklarinette, Vibraphon, Marimbaphon und Klavier
- Red Arc / Blue Veil (2002) für Klavier, Schlagzeug und „processed sounds“
- The Mathematics of Resonant Bodies (2002) für Schlagzeug und „processed sounds“
- Poem of the Forgotten (2004) (Gedicht von John Haines) für Stimme und Klavier
- For Lou Harrison (2004, Premiere 2005) für Streichquartett, Streichorchester und zwei Klaviere
- The Place Where You Go to Listen

## Diskographie
- Songbirdsongs (1981)
- A Northern Suite/Night Peace (1983)
- Forest Without Leaves (1987)
- The Far Country (1993)
- Dream in White on White
- Night Peace
- The Far Country of Sleep
- Earth and the Great Weather (1995)
- Dark Wind (2002)
- The Light That Fills the World (2002)
- The Farthest Place
- The Light That Fills the World
- The Immeasurable Space of Tones
- In the White Silence (2003)
- Strange and Sacred Noise (2005)
- The Mathematics of Resonant Bodies (2006)
- For Lou Harrison (2007)
- Red Arc/Blue Veil (2007)

- For Lou Harrison (2007)
- The Place We Began (2009)
- Four Thousand Holes (2011)
- Songbirdsongs (2012)
- Inuksuit (2013)
- Become Ocean (2014)
- The Wind In High Places (2015)
- Canticles Of The Holy Wind (2017)
- Everything That Rises (2018)
- An Atlas of Deep Time (2024)